# Anthony Soter Fernandez
Anthony Soter Fernandez (Sungai Petani, 22 de abril de 1932-Kuala Lumpur, 28 de octubre de 2020) fue un cardenal católico malasio.

## Biografía
Después de haber completado toda su formación, fue ordenado sacerdote para la Diócesis de Penang el día 10 de diciembre de 1966, por el entonces obispo Francis Chan(†).
Tras varios años ejerciendo su ministerio pastoral, el 29 de septiembre de 1977, Su Santidad el Papa Pablo VI lo nombró Obispo de Penang.
Recibió la consagración episcopal el 17 de febrero de 1978, a manos del entonces Arzobispo de Singapur Gregory Yong Sooi Ngean como consagrante principal y como co-consagrantes tuvo al entonces Obispo de Miri Anthony Lee Kok Hin y al entonces Obispo de Malaca-Johor James Chan Soon Cheong.
Además de elegir su escudo, eligió como lema la frase: "Keadilan dan Keamanan".
Posteriormente el 2 de julio de 1983 fue nombrado por el papa Juan Pablo II como Segundo Arzobispo Metropolitano de la Arquidiócesis de Kuala Lumpur, en sucesión de Dominic Vendargon(†).
Fue el presidente de la Conferencia de los Obispos Católicos de Malasia, Singapur y Brunéi, en dos ocasiones (1987-1990) y (2000-2003).
El 24 de mayo de 2003 renunció a su cargo y pasó a ostentar el título de Arzobispo Emérito.
El 9 de octubre de 2016, el papa Francisco anunció que lo elevará al rango de cardenal en el consistorio cardenalicio que tuvo lugar el 19 de noviembre de 2016. Pertenece al grupo de cardenales no electores, ya que supera la edad de 80 años.
El que fuera primer cardenal católico de Malasia falleció el 28 de octubre de 2020, en el hogar de las Hermanitas de los Pobres para ancianos en Cheras. En noviembre de 2019 fue diagnosticado de un cáncer de laringe. Estuvo atendido en el hogar de las Hermanitas de los Pobres, después de recibir inmunoterapia y radioterapia. Sus restos reposan en la cripta de la Catedral de San Juan (Kuala Lumpur).